# こやま淳子
こやま淳子（こやま じゅんこ）は、日本のコピーライター、クリエイティブディレクター。京都府出身。早稲田大学商学部卒業後にコピーライターとなり、TBWA/JAPANや博報堂を経て2010年4月に独立した。広告コピーを中心に各種コミュニケーション分野の言葉の制作に携わり、プラン・インターナショナル・ジャパンの「Because I am a Girl」キャンペーンで使用されたコピー「13歳で結婚。14歳で出産。恋は、まだ知らない。」などの代表的な作品がある。東京コピーライターズクラブ（TCC）会員。

## 経歴
京都府に生まれる。早稲田大学商学部を1995年に卒業。大学卒業後、コピーライターとしてのキャリアを開始。外資系広告代理店のTBWA/JAPANや国内大手の博報堂でコピーライターを務め、数々の広告制作に携わった。2010年4月に博報堂を退社し、フリーランスのコピーライターとして独立、自らの事務所「こやま淳子事務所」を設立した。以後、企業広告や商品ブランディング、ネーミング開発など幅広い分野でコピーライター／クリエイティブディレクターとして活動。
東京コピーライターズクラブ（TCC）の会員として活動し、TCC年鑑への入賞作品掲載やコラム執筆なども行っている。2021年には第59回宣伝会議賞の最終審査員を務めるなど、広告賞の審査員も担当している。なお、2010年代以降は宣伝会議主催のコピーライター養成講座の講師も務め、業界の人材育成にも関わっている。
アートディレクターの佐藤可士和との繋がりが深く、同氏が手掛ける『今治タオル』や『ABURAYAMA FUKUOKA』『静岡茶』のブランディングプロジェクトに参画している。
PRプランナーの三浦崇宏との親交が深く、同氏が代表を務める株式会社GOのパートナーも兼任している。『ファミマル』『みずほ銀行』『雪肌精』などのプロジェクトに参画、GO主催のTHE CREATIVE ACADEMYでは講師を務める。

## 主な仕事・実績
- プラン・インターナショナル・ジャパン：『13歳で結婚。14歳で出産。恋は、まだ知らない。』[9][10]
- ファミリーマート：プライベートブランド「ファミマル」ネーミング／『負けていたのは、イメージでした』『そろそろNo.1を、入れ替えよう』[11][12]
- 日本赤十字社：THINK！献血キャンペーン『ヒーローは、わたしのなかに流れている。』[12]
- ドトール：『すべての今日を、支えていく。』[12]
- みずほ銀行『誰だって、新しい一歩の前では、ふるえているんだ。』[12]
- 和歌山県『聖地リゾート！和歌山』キャンペーン[12]
- 雪肌精『地球生まれの透明感』[13]
- ライオン：ボディソープ「hadakara」ネーミング[14]
- 日経ARIA『女性の生き方なんてない。私の生き方があるだけだ。』[15][16]
- 江戸川学園おおたかの森専門学校『もう、介護や保育を、愛のせいにしてはいけないと思った。』[16][9]
- 出前館　リブランディング『出前でええやん』[17]
- 河合塾『私には、私の勝ち方がある。』[18]
- NHKスペシャル[19]

## 著書
- 『しあわせまでの深呼吸。』二見書房　2013年
- 『choo choo日和 愛のマタタビ。』メディアファクトリー　2011年
- 『choo choo日和2 色つきの猫でいて。』メディアファクトリー　2012年
- 『ヘンタイ美術館』ダイヤモンド社　2015年（山田五郎と共著）
- 『コピーライティングとアイデアの発想法』宣伝会議　2019年（共著）

## 受賞歴
- 東京コピーライターズクラブ（TCC）新人賞
- ACC賞
- FCC賞
- 毎日広告デザイン賞 他

## メディア掲載
2018年に朝日新聞社のインタビュー企画「広告朝日」に注目の女性クリエイターとして取り上げられ、コピー制作の姿勢や代表作について語った。また、早稲田大学の学生によるインタビュー企画などメディアでの取材記事も複数掲載されている。東京コピーライターズクラブ（TCC）の会員として活動し、TCC年鑑への入賞作品掲載やコラム執筆なども行っている。2021年には第59回宣伝会議賞の最終審査員・TCC賞の審査員を務めるなど、広告賞の審査員も担当している。なお、2010年代以降は宣伝会議主催のコピーライター養成講座の講師も務め、業界の人材育成にも関わっている。

## その他の活動
- 宣伝会議賞最終審査員を務める[20]
- TCC賞１次審査員を務める[22]
- 今治タオルの公式ブランドサイト「IMABARI LIFE」の編集長を務める[23]
- 宣伝会議コピーライター養成講座の講師を務める[21]
- 株式会社GO主催　THE CREATIVE ACADEMYで講師を務める[24]
- 『イクメン』という言葉の名付けに関わった[25]